# Giải thể nhân cách

Những cá nhân trải qua quá trình giải thể nhân cách cảm thấy bị tách rời khỏi bản thân cá nhân của họ vì không thuộc về cùng một cơ thể, một tâm trí.

Giải thể nhân cách (tiếng Anh: Depersonalization) là cảm giác tách ra khỏi cơ thể, tâm trí, cảm xúc và/hoặc cảm giác của một người. Bệnh nhân cảm thấy họ có sự thay đổi và cảm thấy được rằng thế giới trở nên mơ hồ, hão huyền, ít thực tế hơn, vô nghĩa hoặc xa rời thực tế. Bệnh nhân cảm thấy như có một người quan sát bên ngoài cuộc sống của họ. Họ cảm thấy không thực hoặc giống như một con robot hoặc tự động (không kiểm soát những gì họ làm hoặc nói). Họ có thể cảm thấy tình cảm và thể chất tê liệt hoặc cảm thấy tách ra, với ít cảm xúc. Một số bệnh nhân không thể nhận ra hoặc mô tả cảm xúc của họ (chứng mù cảm xúc). Họ thường cảm thấy bị ngắt kết nối khỏi ký ức và không thể nhớ rõ ràng.
Giải thể nhân cách mạn tính đề cập đến Rối loạn giải thể nhân cách/tri giác sai thực tại, được DSM-5 phân loại là rối loạn phân ly, dựa trên những phát hiện cho thấy quá trình giải thể nhân cách và tri giác sai thực tại phổ biến trong các rối loạn phân ly khác bao gồm cả rối loạn nhận dạng phân ly.
Mặc dù mức độ giải thể nhân cách và tri giác sai thực tại (derealization) có thể xảy ra với bất kỳ ai đang bị lo lắng hoặc căng thẳng tạm thời, nhưng tình trạng giải thể nhân cách mạn tính liên quan nhiều hơn đến những cá nhân đã từng trải qua chấn thương nghiêm trọng hoặc căng thẳng/lo lắng kéo dài. Rối loạn giải thể nhân cách/tri giác sai thực tại là triệu chứng quan trọng nhất trong phổ rối loạn phân ly, bao gồm rối loạn nhân dạng phân ly và " rối loạn phân ly không biệt định khác " (dissociative disorder not otherwise specified, DD-NOS). Đây cũng là một triệu chứng nổi bật trong một số rối loạn không phân ly khác, chẳng hạn như rối loạn lo âu, trầm cảm, rối loạn lưỡng cực, tâm thần phân liệt, rối loạn nhân cách phân liệt, suy giáp hoặc rối loạn nội tiết, rối loạn nhân cách loại phân liệt, rối loạn nhân cách ranh giới, rối loạn ám ảnh cưỡng chế, migraine và thiếu ngủ ; giải thể nhân cách cũng có thể là triệu chứng của một số loại động kinh do nguyên nhân thần kinh.

## Mô tả

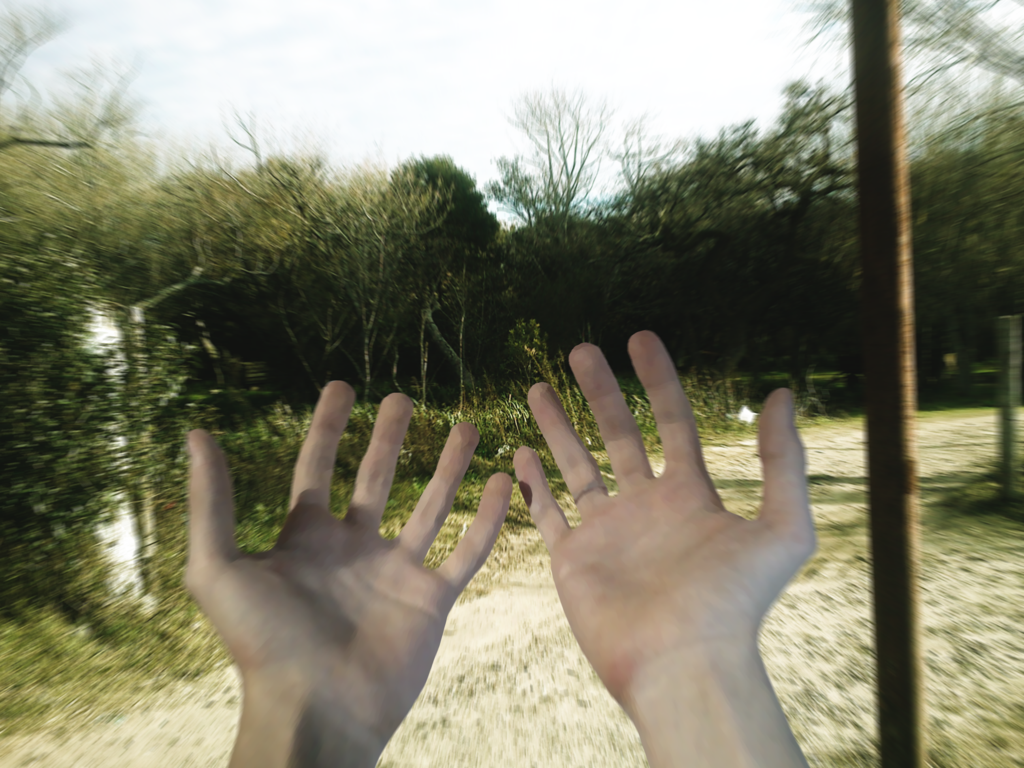
Hình ảnh thể hiện trực quan quá trình giải thể nhân cách

Một người đã trải qua quá trình giải thể nhân cách đều nhận thức được rằng mọi thứ mà họ cảm nhận được dường như không có thật hoặc mơ hồ. Giải thể nhân cách có thể làm tăng cảm giác lo âu, do đó lại càng làm tăng rối loạn tri giác này.
Giải thể nhân cách là một trải nghiệm chủ quan về sự không thực tế trong bản thân của một người, trong khi tri giác sai sự thật là sự phi thực tế của thế giới bên ngoài. Mặc dù hầu hết các tác giả hiện coi quá trình giải thể nhân cách (cá nhân/bản thân) và tri giác sai sự thật (thực tế/môi trường xung quanh) là những cấu trúc độc lập, nhưng nhiều người muốn gộp hai rối loạn tri giác đó lại với nhau.

## Nguyên nhân do thuốc
Giải thể nhân cách đã được một số người mô tả là một trạng thái ham muốn, đặc biệt là bởi những người đã trải qua nó dưới ảnh hưởng của các loại thuốc giải trí thay đổi tâm trạng. Đây là tác dụng của chất gây ảo giác phân ly và kích thần, cũng như tác dụng phụ có thể có của caffein, rượu, amphetamin, cần sa và thuốc chống trầm cảm. Giải thể nhân cách là một triệu chứng cai nghiện cổ điển của các chất gây nghiện.
Nghiện benzodiazepine có thể xảy ra khi sử dụng lâu dài các loại thuốc benzodiazepine, gây ra triệu chứng giải thể nhân cách mãn tính và rối loạn tri giác ở một số người, ngay cả ở những người đang dùng liều lượng ổn định hàng ngày và rối loạn cũng có thể trở thành một đặc điểm của hội chứng cai nghiện benzodiazepine.
Trung tá Dave Grossman, trong cuốn sách On Killing, gợi ý rằng việc huấn luyện quân sự tạo ra tri giác giải thể nhân cách một cách giả tạo ở những người lính, ngăn chặn sự đồng cảm và khiến họ dễ dàng giết người khác hơn.
Graham Reed (1974) cho rằng quá trình giải thể nhân cách xảy ra liên quan đến trải nghiệm yêu.

## Giải thể nhân cách như một cơ chế tâm sinh
Giải thể nhân cách là một phản ứng cổ điển đối với sang chấn tâm lý cấp tính và có thể rất phổ biến ở những cá nhân liên quan đến các tình huống sang chấn khác nhau bao gồm tai nạn xe cơ giới và phạt tù.
Giải thể nhân cách về mặt tâm lý, giống như sự phân ly nói chung, có thể được coi là một loại cơ chế đối phó. Trong trường hợp đó, giải thể nhân cách được sử dụng một cách vô thức để giảm cường độ của trải nghiệm khó chịu, cho dù đó là điều gì đó nhẹ như stress hay điều gì đó nghiêm trọng như chứng lo âu mãn tính và rối loạn stress sau chấn thương (PSTD). Việc giảm bớt lo âu và chứng cuồng loạn tâm sinh giúp duy trì các hành vi và nguồn lực thích ứng trước các mối đe dọa hoặc nguy hiểm.
Giải thể nhân cách là một phản ứng tổng quát hóa ở chỗ nó không chỉ làm giảm trải nghiệm khó chịu mà ít nhiều làm giảm tất cả trải nghiệm – dẫn đến cảm giác tách rời khỏi thế giới và trải nghiệm nó một cách nhạt nhẽo hơn. Một sự khác biệt quan trọng phải được thực hiện giữa việc giải thể nhân cách như một phản ứng nhẹ, ngắn hạn đối với trải nghiệm khó chịu và việc giải nhân cách như một triệu chứng mãn tính bắt nguồn từ một chứng rối loạn tâm thần nghiêm trọng như PTSD hoặc rối loạn nhận dạng phân ly. Các triệu chứng mãn tính có thể biểu hiện sự dai dẳng của quá trình giải thể nhân cách ngoài các tình huống bị đe dọa.

## Điều trị
Nếu giải thể nhân cách là một triệu chứng của các nguyên nhân tâm lý như sang chấn trong quá trình phát triển, thì việc điều trị tùy thuộc vào chẩn đoán. Trong trường hợp rối loạn nhận dạng phân ly hoặc rối loạn phân ly không biệt định khác (DD-NOS) là một rối loạn phát triển, trong đó sang chấn tâm lý phát triển nghiêm trọng cản trở việc hình thành một bản sắc gắn kết duy nhất, việc điều trị cần có liệu pháp tâm lý phù hợp. Nó cũng có thể là một triệu chứng của rối loạn nhân cách ranh giới, có thể được điều trị lâu dài bằng liệu pháp tâm lý và hóa dược phù hợp.
Việc điều trị chứng mất nhân cách mãn tính được đề cập trong rối loạn giải thể nhân cách/tri giác sai sự thật.
Một nghiên cứu của Nga năm 2001 cho thấy naloxone, một loại thuốc được sử dụng để giải độc thuốc opioid, có thể điều trị thành công rối loạn giải thể nhân cách. Theo nghiên cứu: "3 trong số 14 bệnh nhân, các triệu chứng giải thể nhân cách đã biến mất hoàn toàn và 7 bệnh nhân cho thấy cải thiện rõ rệt. Hiệu quả điều trị của naloxone cung cấp bằng chứng về vai trò của hệ thống opioid nội sinh trong cơ chế bệnh sinh của giải thể nhân cách." Thuốc chống co giật Lamotrigin có những bước đầu thành công trong việc điều trị các triệu chứng giải thể nhân cách, thường được kết hợp với chất ức chế tái hấp thu serotonin có chọn lọc (SSRI) và là loại thuốc được lựa chọn đầu tiên tại đơn vị nghiên cứu giải thể nhân cách tại Đại học Nhà vua Luân Đôn.